# Charlevoix County
Charlevoix County är ett administrativt område i delstaten Michigan, USA. År 2010 hade countyt 25 949 invånare. Den administrativa huvudorten (county seat) är Charlevoix. 

## Geografi
Enligt United States Census Bureau så har countyt en total area på 3 603 km². 1 080 km² av den arean är land och 2 523 km² är vatten. 

### Angränsande countyn
- Mackinac County - nord
- Cheboygan County - nordost
- Emmet County - nordost
- Otsego County - sydost
- Antrim County - syd
- Leelanau County - sydväst
- Schoolcraft County - nordväst